# Ceroulas

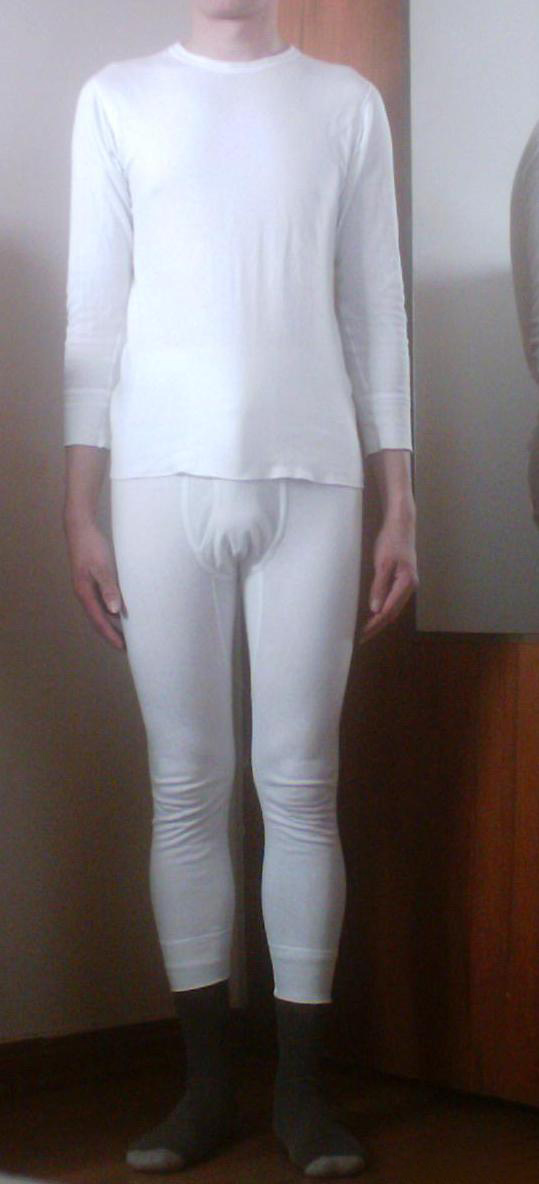
Homem usando camisa e ceroulas

Ceroulas, cirolas, ceroula ou cirola é uma peça de vestuário interior e íntimo que cobre o ventre, as coxas e as pernas, substituindo as cuecas. Antigamente o seu uso era mais frequente, mas, hoje, há quem tenha se dedicado a desenhá-las duma forma mais moderna e estilizada devido ao seu conforto e principalmente por protegerem muito do frio.

## Etimologia
"Cirola", "cirolas", "ceroulas", "ceroilas", etc. provêm do árabe vulgar siroal, que significa "calça".

## Uso no carnaval
Há uma festa carnavalesca, a "Troça Carnavalesca Ceroula", fundada em 1962, em Olinda, no Brasil, cujos integrantes usam a ceroula sem outra roupa por cima como mascarada.